# La educación de la Virgen (Velázquez)
La Educación de la virgen es una pintura de aceite sobre tela atribuida a Diego Velázquez y conservada a la galería universitaria de arte de Yale. Pintada hacia 1617, durante su periodo de aprendizaje, se trata de la primera tela pintada por Velázquez conocida. 
La tela era muy dañada, quemada y víctima de restauraciones salvajes. El conservador e historiador John Marciari la dio a conocer a través del mundo vía la revista especializada Ars revista antes de que no padezca una restauración de diez años a principio del siglo XXI.

## Atribución
El lienzo ha mucho tiempo estado olvidado en las reservas del museo de Yale, antes de estar puesta al día por John Marciari en 2004. Estaba entonces atribuida a un anónimo. John Marciari estudio la obra durante cinco años antes de proponer esta nueva atribución. Ésta ha quedado debatida, en particular por culpa del mal estado de la tela. Un colegio de 29 expertos reunidos a Sevilla en 2015 ha concluido a su autenticidad, haciendo de esta obra la primera pintada por Velázquez que nos haya llegado.
Unos historiadores rechazan esta atribución, tal como Javier Portús y Jonathan Brown. Este último considera la tela como « el uno de los numerosos pastiches que hicieron en Sevilla pintores locales, que buscan aprovecharse de la moda artística de Roelas y de las novedades de Velázquez. Es un testimonio de la fama del joven pintor, pero no de su talento ».

## Histórico
El lienzo habría formado parte de las obras de estudio de Velázquez mientras pasaba sus últimos años como aprendiz en el taller de Francisco Pacheco. El cuadro es buena muestra de los temas tratados por el futuro suegro de Velázquez, quien gozaba de gran prestigio entre el clero y era hombre influyente en los círculos literarios sevillanos reunidos en torno a la nobleza local.
Otro conocido aprendiz estudiaba por entonces en el taller de Pacheco, en el que había entrado en 1616: Alonso Cano. Es también autor de una Educación de la Virgen (1650).

## Descripción
La obra representa cuatro personajes, un perro y un gato, en colores tenebristas típicos del periodo sevillano del pintor. 
Al centro, en rojo, se encuentra una niña, María. Ésta de pie rodeada a derecha por un hombre mayor – probablemente su padre, Santo Joaquín, y a su izquierda, por su madre, Santa Ana, igualmente con los rasgos marcados. Ambos adultos están sentado. 
Anna mantiene sobre sus rodillas el libro de las Escrituras y mira hacia la derecha, en la ola. Apunta una línea del libro con su índice. Su hija apunta otra línea del libro. Anna está vestida de una ropa azul, de un fular blanco, y una cobertura amarilla recobra su lado izquierdo. 
Joaquín esta representado de perfil. Inclinado por delante, mira hacia la madre y la Hija. Lleva un vestido de colores sombríos, su cabellera y su barba grises resaltan del ambiente tenebrista. Si la escena parece ser un curso, todos los protagonistas tienen la boca cerrada. 
Al primer plan a derecha de la escena se encuentra una mesa de noche, con un cajón abierto, mostrando papeles. Un ramequin esta puesto en un plato sobre la mesa, así como elementos de joyas blancas. Delante de la mesa se encuentran un perro y un gato adormecidos. Por encima de la escena vuela un ángel cuya cabeza ha sido cortada. 25 cm de la tela faltan efectivamente sobre la parte alta.